# Comandantul Suprem al Forțelor Aliate din Europa
Comandantul Suprem Aliat Europa (SACEUR) este comandantul Operațiunilor Comandamentului Aliat (ACO) al Organizației Tratatului Atlanticului de Nord (NATO) și șeful cartierului general al ACO, Cartierul General Suprem al Puterilor Aliate din Europa (SHAPE). Comandantul are sediul la SHAPE din Casteau, Belgia. SACEUR este a doua cea mai înaltă funcție militară din cadrul NATO, sub doar Președintele Comitetului Militar NATO din punct de vedere al precedenței.
SACEUR a fost întotdeauna deținut de un ofițer militar american, iar funcția este cu două comenzi cu cea de comandant al Comandamentului European al Statelor Unite.
Actualul SACEUR este generalul Tod D. Wolters al Forțelor Aeriene ale Statelor Unite.